# تئوپومپ
تئوپومپ (به فرانسوی: Théopompe) یا تئوپومپوس (به یونانی: Θεόπομπος) (زادهٔ پیرامون ۳۸۰ پیش از میلاد) نویسنده، استاد علم بدیع و تاریخنگار یونانی بود.
وی زادهٔ شهر خیوس بود، به آتن رانده‌شد و شاگرد ایسوکرات گشت. او همچنین در سخنوری استاد بود و موزول، اسکندر و فیلیپ دوم مقدونی را مدح گفته‌بود و از درباریان وی هم بوده‌است.
از نوشته‌های او جز قطعات پراکنده از دو کتاب او به نام هلنیکا و فیلیپیکا چیزی نمانده‌است. کتاب نخستین او دنبالهٔ تاریخ معروف توسیدید دربارهٔ جنگ آتن و اسپارت است که رویدادهای تاریخی از سال ۴۱۱ تا ۳۹۴ پیش از میلاد در دوازده فرگرد دربرداشته‌است. گزارش‌های تئوپمپوس دربارهٔ تاریخ و آیین ایرانی توسط دیگر نویسندگان کلاسیک یونان به ویژه دیوژن لارتس و پلوتارخ به دست ما رسیده‌است. روایت این نویسنده دربارهٔ اساطیر رستاخیزی و آخرت (Eschatology) ایرانی حایز اهمیت فراوان است.